# Merano
Merano (AFI: /meˈrano/; Meran in tedesco, AFI: [ˌmeːˈʁɑːn]; Maran in ladino, AFI: [maˈraŋ]) è un comune italiano di 41 577 abitanti della provincia autonoma di Bolzano in Trentino-Alto Adige. È inoltre capoluogo della comunità comprensoriale del Burgraviato.

## Geografia fisica

### Territorio

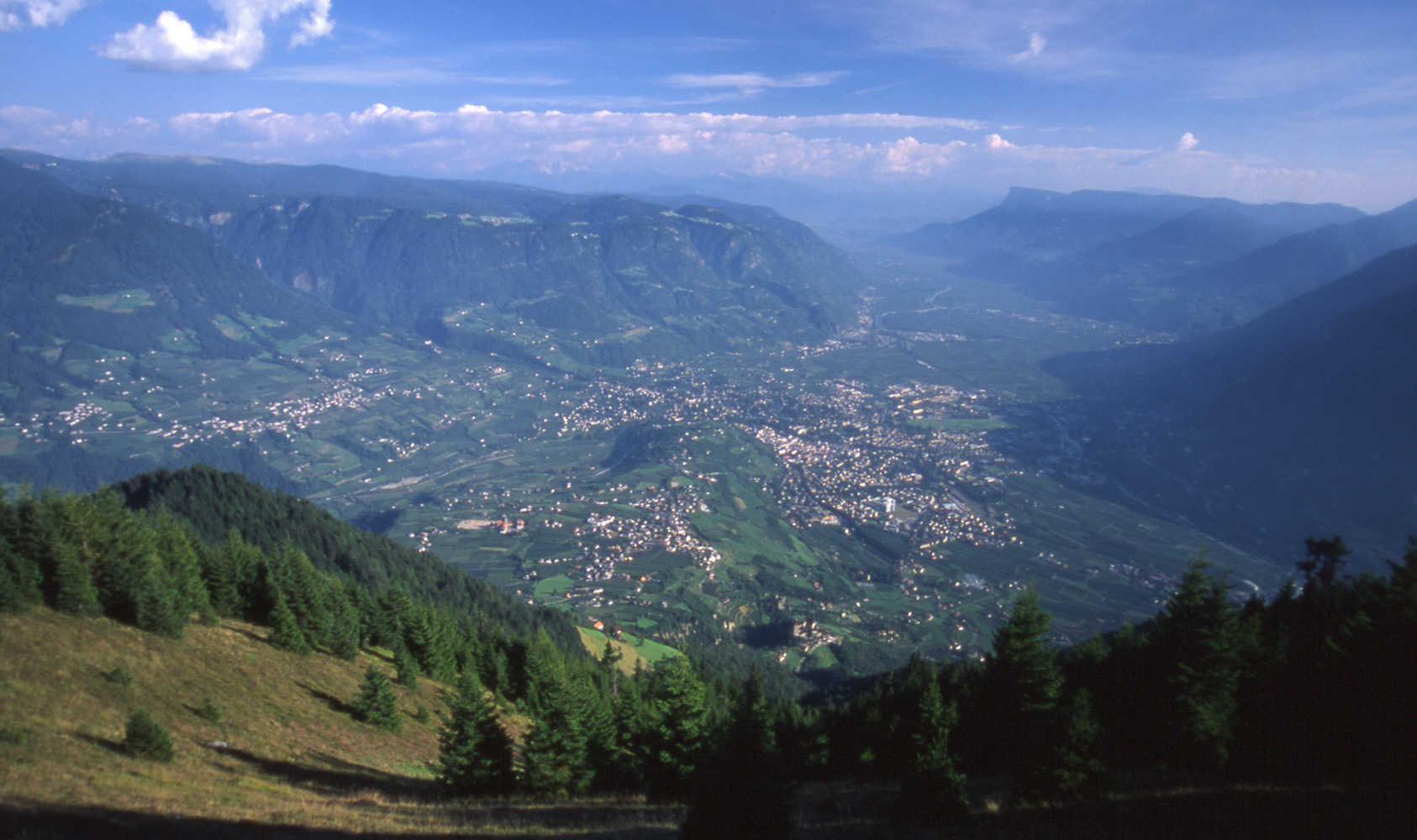
Vista dalle montagne sulla città

Capoluogo della Comunità comprensoriale del Burgraviato, è circondata dalle montagne (1500–3330 m) e si trova nel fondovalle all'inizio di tre importanti valli: la Val Venosta, la Val Passiria e la Val d'Adige.
Attraversata dal torrente Passirio che confluisce nell'Adige, si trova alle pendici del Gruppo Tessa (fino a 3 480 m s.l.m., confine con l'Austria) e dell'Altopiano del Salto (fino a 2 800 m).
A sud Merano dista 30 km dal capoluogo di provincia, Bolzano, al quale è collegata da una superstrada a 4 corsie, conosciuta come "MeBo", e da una linea ferroviaria. A ovest comincia la Val Venosta, con la ferrovia della Val Venosta, a sud-ovest la Val d'Ultimo e a nord-est la Val Passiria.
Alla periferia di Merano sorgono il paese e il Castel Tirolo situato nell'omonimo comune da cui prende nome la regione storica del Tirolo.

## Origini del nome
Il toponimo è attestato come Mairania nell'857, nel 1242 come Meran e nel 1317 come stat ze Meran ("città di Merano"). Dal XV secolo prevale la forma auf der Meran. Il toponimo è un prediale derivato da Marius + anum, come attestano anche molti altri esempi italiani; la e è facilmente spiegata come -arj- > -ajr- > -er-; la forma tedesca Meran, per l'accento non ritratto, riflette una germanizzazione piuttosto recente.

## Storia

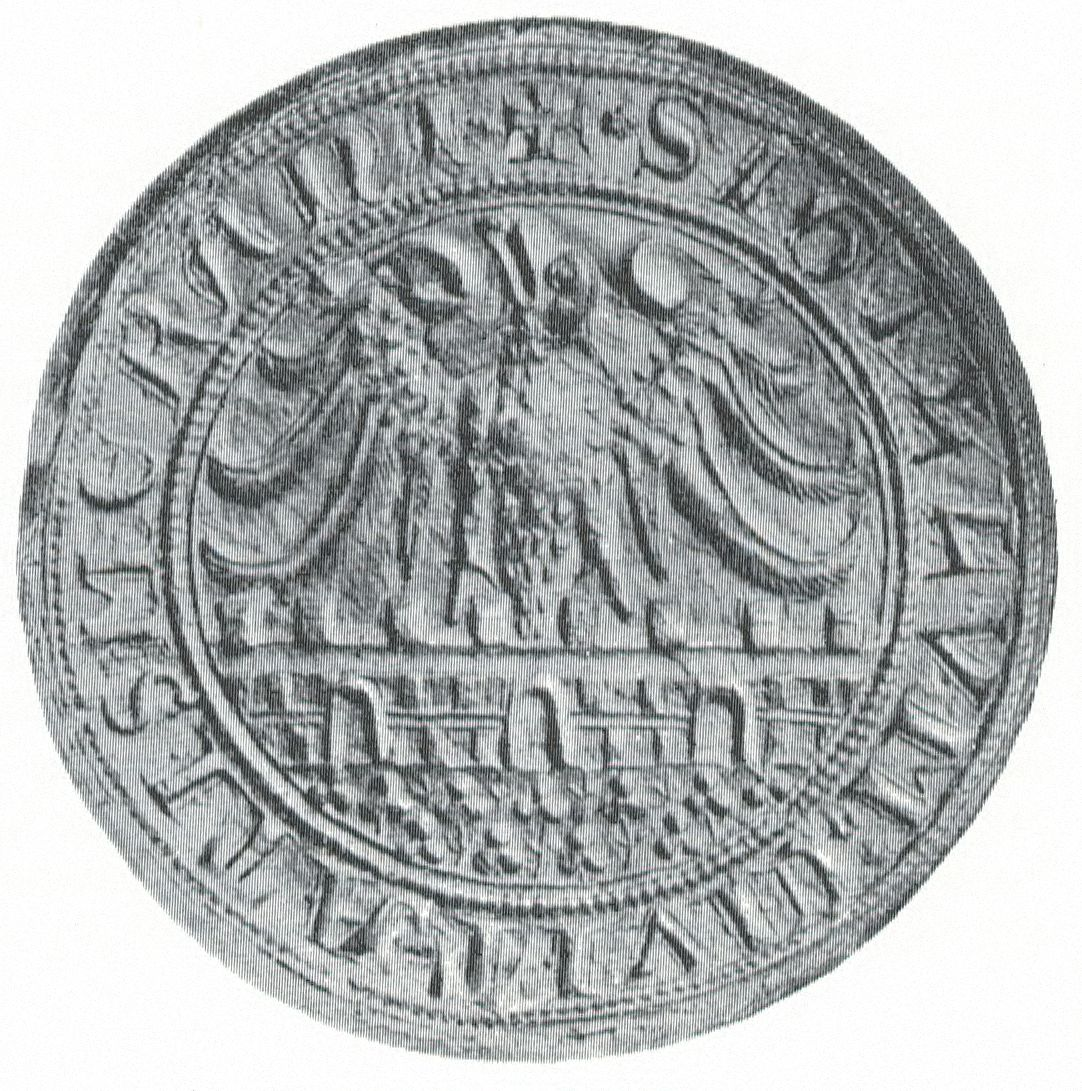
Sigillo della città di Merano con l'aquila tirolese, del 1363 (Sigillvm civitatis Merani)

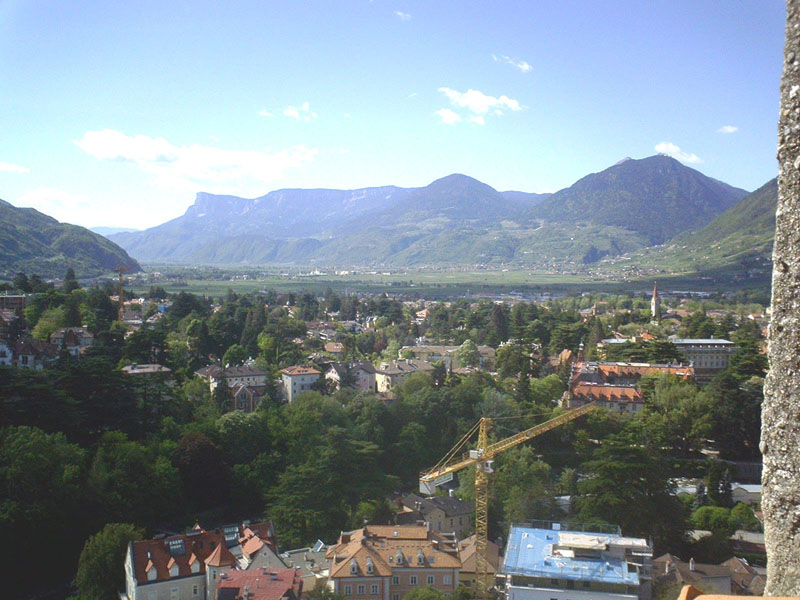
Vista verso sud

In epoca romana la zona dell'attuale Merano è detta Maia e si trova sul confine tra la provincia della Rezia e la Regio X Venetia et Histria, ai margini settentrionali del municipium di Trento. In epoca tardo-antica vi si sviluppa il castrum Maiense, un insediamento fortificato localizzato a partire dalla rocca dell'attuale castel San Zeno. Nella cappella del castrum furono sepolti san Valentino di Rezia (alla fine del V secolo) e san Corbiniano di Frisinga (attorno al 730). È invece del 857 la prima menzione del nome di Mairania.
Merano si sviluppa notevolmente sotto la famiglia d'arme divenuta allora proprietaria del castello di Tirolo. La dinastia assume il nome di conti del Tirolo nel corso del Duecento, in particolare con Alberto III di Tirolo e con Mainardo II di Tirolo-Gorizia, quando l'antico nucleo urbanistico assume la sua caratteristica fisionomia. Di quel periodo rimane l'imponente torre Ortenstein (anche nota come torre delle Polveri - Pulverturm - perché usata dal XVI secolo come deposito di esplosivi), sede un tempo del burgravio principesco.
Merano diviene città nel corso del XIII secolo e acquisisce diritti cittadini nel 1317. Nel XIV secolo, grazie anche ai privilegi concessi da Leopoldo III, divenuto per eredità anche Conte del Tirolo, si sviluppa molto il settore commerciale. Ne è anche testimone l'attività intensa di notai nel Tre e Quattrocento.
Con il trasferimento della sede dei nuovi conti d'Asburgo ad Innsbruck nel 1420 la città perde la sua primaria importanza come centro economico, pur rimanendo formalmente capitale della contea del Tirolo fino al 1848. Solo con le guerre di liberazione del Tirolo del 1809, guidate da Andreas Hofer della Passiria, Merano ritorna al centro dell'attenzione: sul monte Benedetto (Segenbühel), sopra Merano, i tirolesi combattono vittoriosamente una battaglia contro i Francesi e i Bavaresi nell'ambito della guerriglia da loro condotta contro le truppe franco-bavaresi, che alla fine di una lunga battaglia combattuta al Bergisel di Innsbruck, Andreas Hofer, non ottenuto il promesso appoggio dell'imperatore asburgico, perde per nettissima inferiorità di forze la battaglia finale e verrà pochi mesi dopo giustiziato a Mantova, mentre la figlia dell'imperatore d'Austria va in sposa a Napoleone quale pegno di pace.

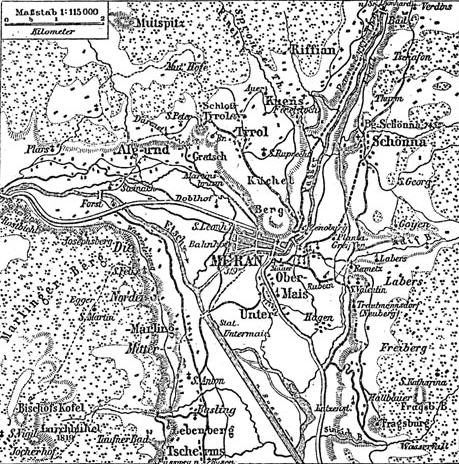
Carta dei dintorni di Merano nel 1888

Nella seconda metà dell'Ottocento Merano diviene un importante luogo di cura e villeggiatura dell'Impero austro-ungarico, grazie anche al collegamento ferroviario inaugurato nel 1881 e completato con la stazione ferroviaria su disegno di von Chabert del 1905. Conseguentemente la città si espande al di fuori del perimetro delle mura su modelli urbanistici di derivazione viennese e salisburghese e con l'apporto dell'urbanista tedesco Theodor Fischer. Dopo la prima guerra mondiale Merano, come tutta la parte meridionale del Tirolo, viene annessa all'Italia. Tra le due guerre vi viene realizzato l'ippodromo di Maia. 
 Merano ha un'antica tradizione turistica. Molti sono infatti gli ospiti della politica e della cultura che hanno passato le loro vacanze nella città, per esempio l'imperatrice Sissi e gli scrittori Franz Kafka e Gottfried Benn. Questo soprattutto perché scienziati e medici hanno sempre consigliato la città per il suo clima mite e quasi mediterraneo e per la qualità dell'aria. Nel 1914 viene ampliato il Kurhaus, opera dell'architetto Friedrich Ohmann che era legato alla Secessione viennese.

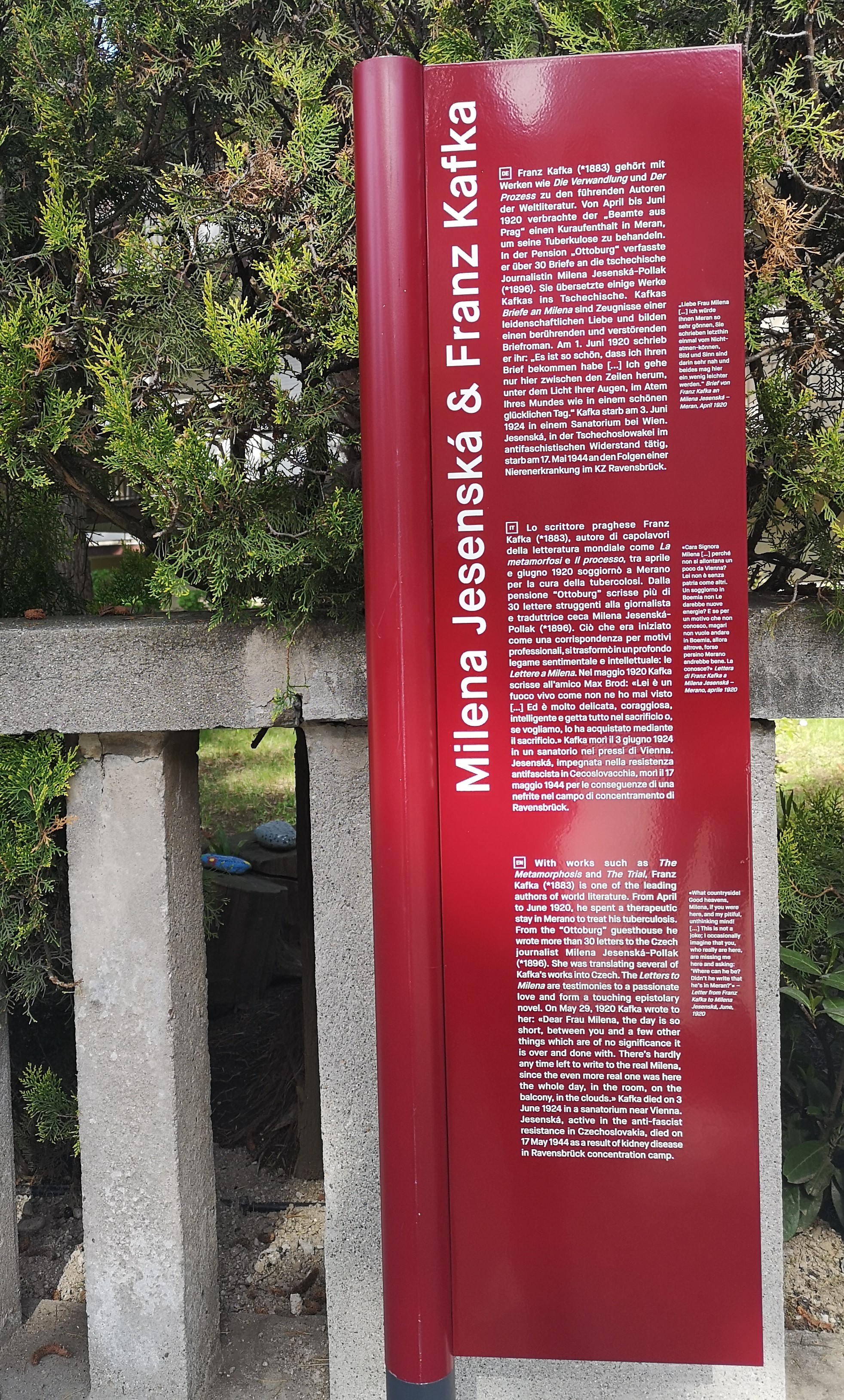
Pannello esplicativo sulla permanenza meranese di Franz Kafka e il legame con Milena Jesenská

Le prime corse di cavalli a Merano risalgono al 1896 e la creazione di un primo ippodromo al 1900. Dopo un decennio di crisi, una nuova imponente struttura per la corsa ad ostacoli è realizzata e aperta agli appassionati nel 1935. Il Gran Premio Merano è abbinato ad una ricca lotteria nazionale.
A differenza di Bolzano, il volto di Merano non viene stravolto dal fascismo. Inoltre, nel corso della seconda guerra mondiale, Merano non subisce bombardamenti, per via del fatto che viene considerata una zona adibita al ricovero dei malati di guerra. La città è a lungo amministrata (fino al 1935) dal sindaco e poi podestà Maximilian Markart, che sa conservarne la vocazione turistica internazionale. Gli interventi pubblici sono tesi per lo più a sviluppare le strutture esistenti, come nel caso dell’ampliamento dell’ippodromo di Maia, o a dare attuazione ad antiche aspirazioni, come negli studi per la realizzazione della città termale.
Se si prescinde dal caso di Sinigo, la frazione meridionale sorta attorno alla bonifica del fondovalle e alla fabbrica della Montecatini, gli investimenti per l’edilizia popolare saranno spesso tardivi e comunque non inquadrabili in un progetto di promozione dell’immigrazione.
Tra le due guerre Merano riprende il suo volto di città internazionale. Negli anni '30 diviene meta di molte famiglie ebree in fuga dal resto d’Europa. Questa situazione va in crisi a partire dal 1938, con la persecuzione fascista, e soprattutto dopo il settembre 1943, con l'occupazione tedesca nel contesto della creazione dell'Operationszone Alpenvorland.
A metà settembre 1943 scattano i rastrellamenti degli ebrei. A seguito delle leggi razziali fasciste del 1938, la popolazione ebraica della provincia, residente in maggioranza a Merano, si era già oltremodo assottigliata. I più si erano trasferiti altrove e in città erano rimaste circa sessanta persone. Ventidue di esse (seguite poi da altre) sono arrestate dal SOD (Sicherheits- und Ordnungsdienst) per ordine delle SS tedesche e avviate, il 16 settembre, ai campi di sterminio. Si tratta della prima deportazione di ebrei avvenuta su territorio italiano.

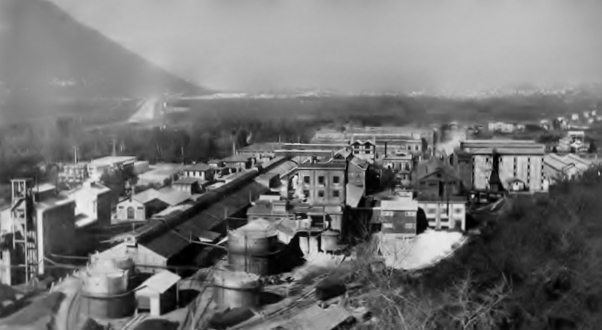
Lo stabilimento della Montecatini prima del bombardamento degli Alleati nel 1945

Merano non subisce attacchi aerei (tranne quello su Sinigo all’inizio di aprile del 1945). Già nei primi anni di guerra infatti alcuni alberghi meranesi sono trasformati in ospedali militari. Dopo l’occupazione tedesca Merano diviene città ospedaliera, meta per i feriti provenienti dal fronte italiano. Nel 1944 essa viene dichiarata formalmente “città ospedaliera” (Lazarettstadt), una qualifica che assicura particolare salvaguardia in base alle convenzioni internazionali. Merano è perciò rifugio sicuro per diverse personalità e attività segrete, centro tra l’altro della rete di distribuzione di denaro falso nota come operazione Bernhard.
Dopo la distruzione degli impianti norvegesi Norsk-Hydro di Vemork, che producono l’acqua pesante destinata ai progetti tedeschi per realizzare la bomba atomica, nel novembre 1943 un gruppo di scienziati tedeschi visita lo stabilimento di Sinigo e la centrale di Marlengo per verificare se l’impianto di elettrolisi della Montecatini sia tecnicamente adatto alla produzione di acqua pesante. Malgrado il parere negativo, a Sinigo avrà comunque luogo una piccola produzione del prezioso liquido.
La fabbrica di Sinigo viene bombardata il 4 aprile del 1945, non a causa dell’acqua pesante, ma per la produzione di metanolo.
La guerra si conclude con un inutile fatto di sangue dai contorni mai del tutto chiariti. Il 30 aprile 1945 a Merano i militari tedeschi aprono il fuoco su due cortei di persone che intendevano festeggiare la fine del conflitto. Ne risultano nove morti e molti feriti.
Anche dopo il 1945 Merano è una delle mete più frequentate dai turisti in Alto Adige.
A Merano si trova il museo provinciale del turismo "Touriseum", ospitato nel castel Trauttmansdorff, al quale è annesso il giardino botanico, uno dei più belli in Italia. A dicembre 2005 sono state riaperte le Terme di Merano con annesso un hotel a quattro stelle. Nel corso del 2017 la città di Merano ha festeggiato i 700 anni dalla introduzione del suo primo ordinamento civico, con una serie di mostre e manifestazioni storiche durate 365 giorni.

### Simboli
Lo stemma mostra l'aquila tirolese, seduta su un muro con quattro pezzi di merlatura ghibellina e tre arcate che simboleggiano la città. L'insegna è conosciuta dal XIV secolo; il sigillo più vecchio risale al 1353 e quello a colori al 1390. In un'immagine del 1759 l'aquila viene raffigurata con una corona e una ghirlanda verde d'onore, il cosiddetto Ehrenkränzel. Nel 1911 fu concesso uno stemma simile, ma con le arcate con i cancelli aperti sopra un prato di trifoglio. Tale aspetto venne confermato anche dal regio decreto di concessione del 13 dicembre 1928, ma nel 1973 si decise di tornare allo stemma precedente.
Il gonfalone, concesso con RD del 13 dicembre 1928, è un drappo partito di bianco e di rosso.

## Monumenti e luoghi d'interesse

### Architetture religiose

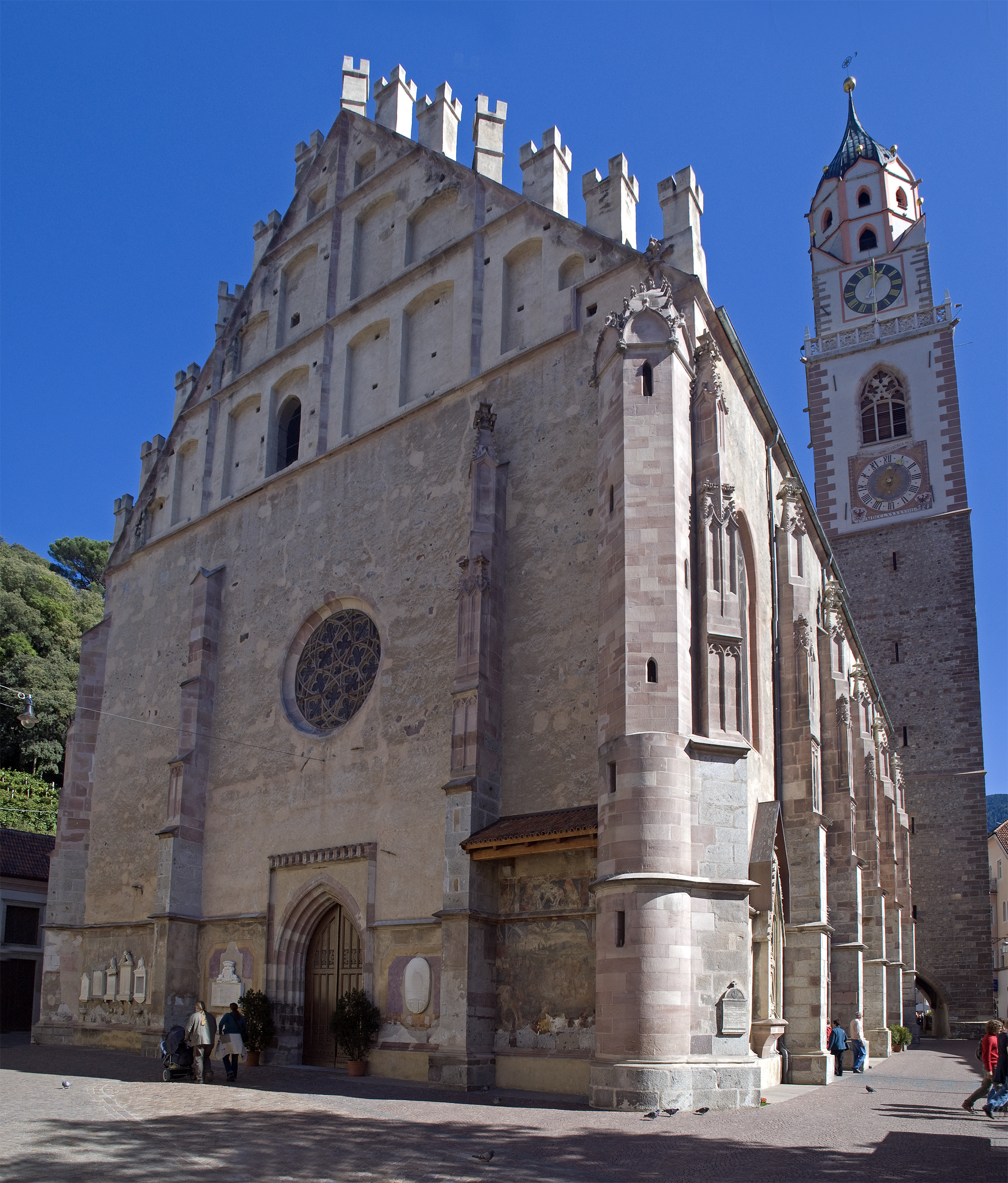
Il Duomo, facciata ovest

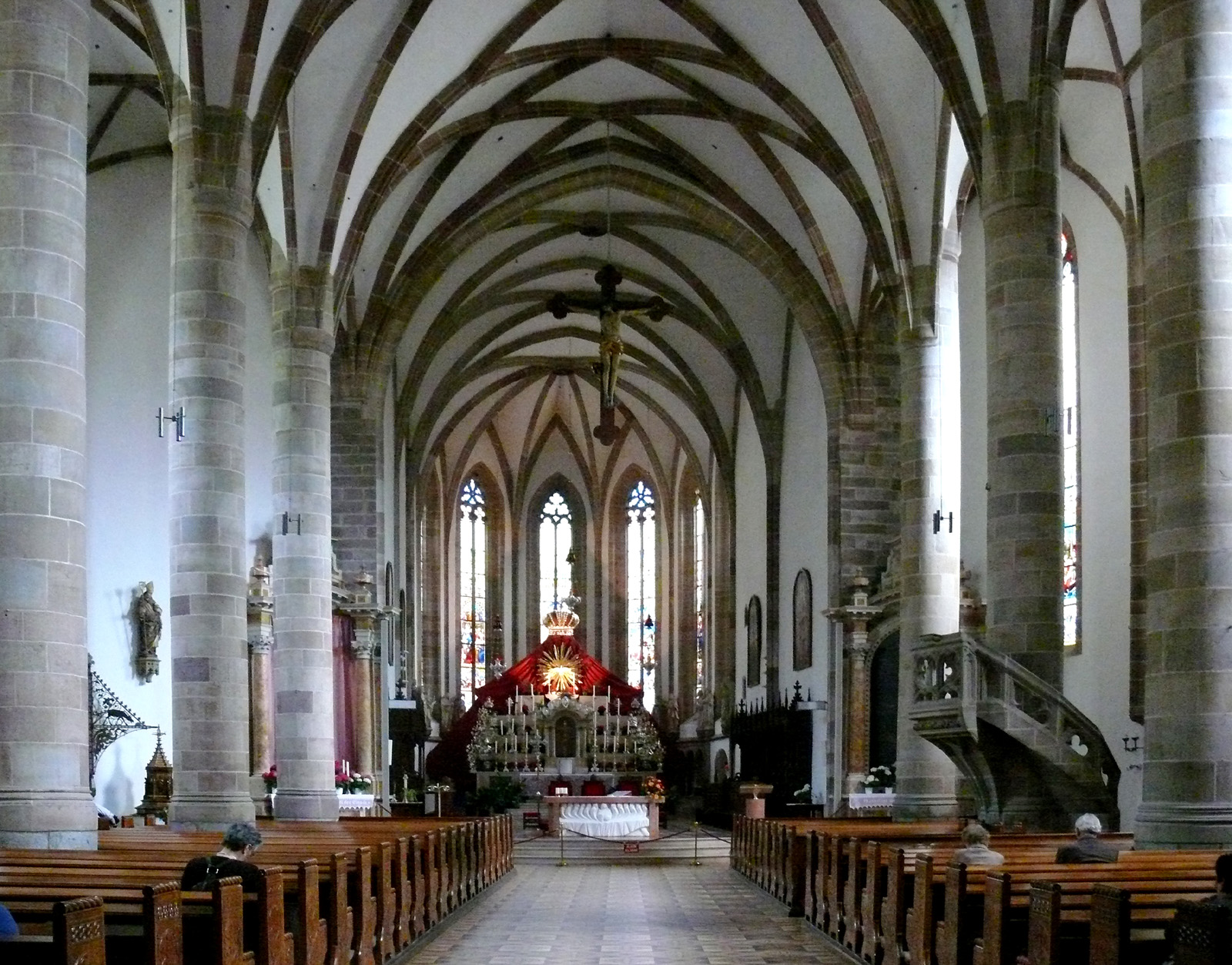
Interno del Duomo

Tra le chiese storiche di Merano il Duomo di San Nicolò, con la cappella di Santa Barbara, la chiesa di Santo Spirito (già chiesa dell'Ospedale), quelle di Santa Maria del Conforto e di San Vigilio a Maia Bassa. Risalgono al Novecento la chiesa di Santa Maria Assunta e la chiesa di San Giusto a Sinigo.
Nel centro della città si trovano anche il convento dei Cappuccini e l'ex convento delle Clarisse.

### Architetture civili

#### Kurhaus

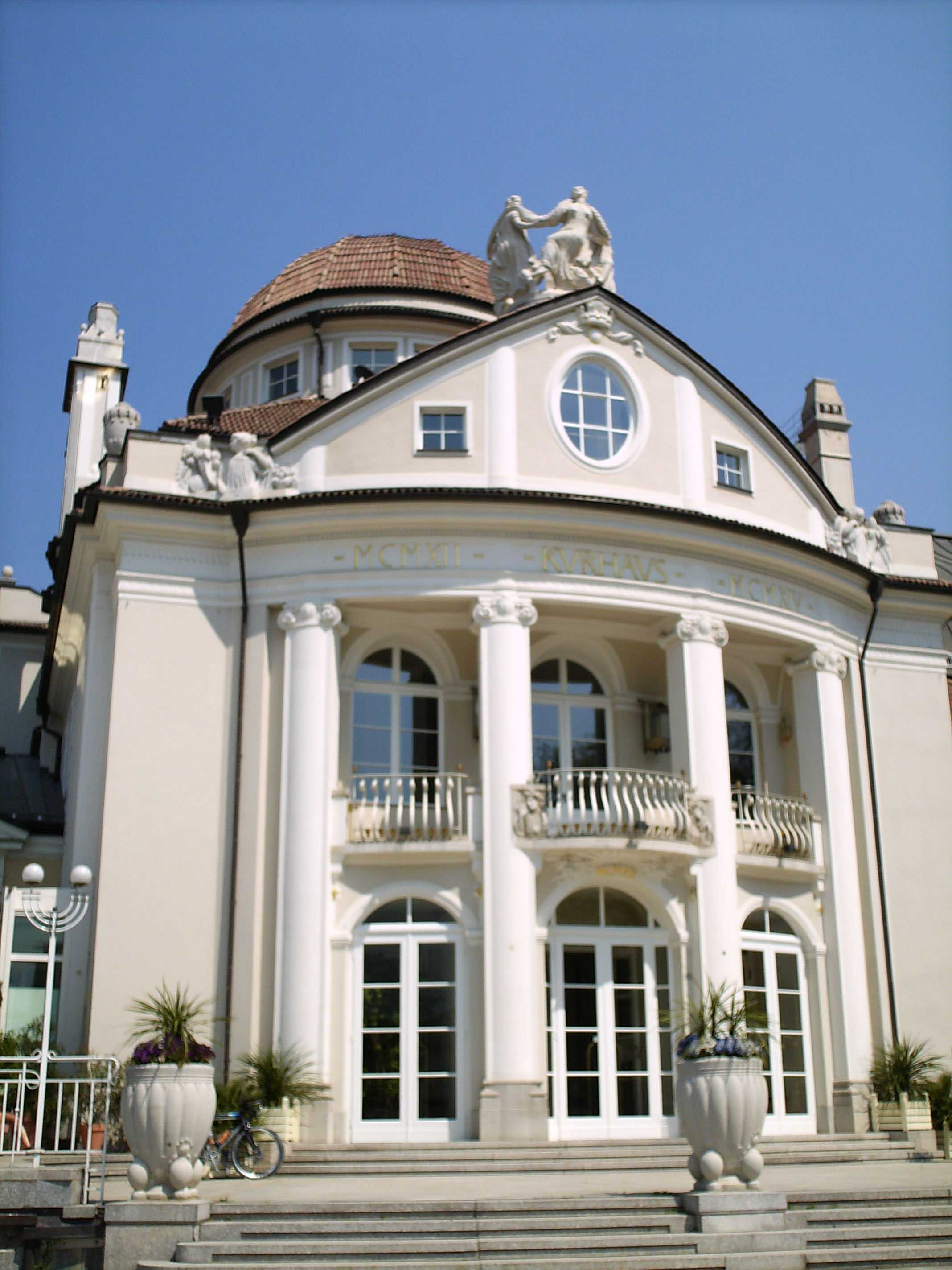
Il Kurhaus

Progettato nel 1873 dall'architetto Josef Czerny, il Kurhaus (casa di cura) venne inaugurato il 14 novembre 1874 e ristrutturato successivamente tra il 1913 e il 1914 dall'architetto Friedrich Ohmann. È di Ohmann il progetto della grande sala "Kursaal" della rotonda. L'edificio è stato sottoposto ad un radicale restauro negli anni '80, e ora presenta 13 sale e permette di ospitare fino a 1000 persone.

#### Mura e Porte

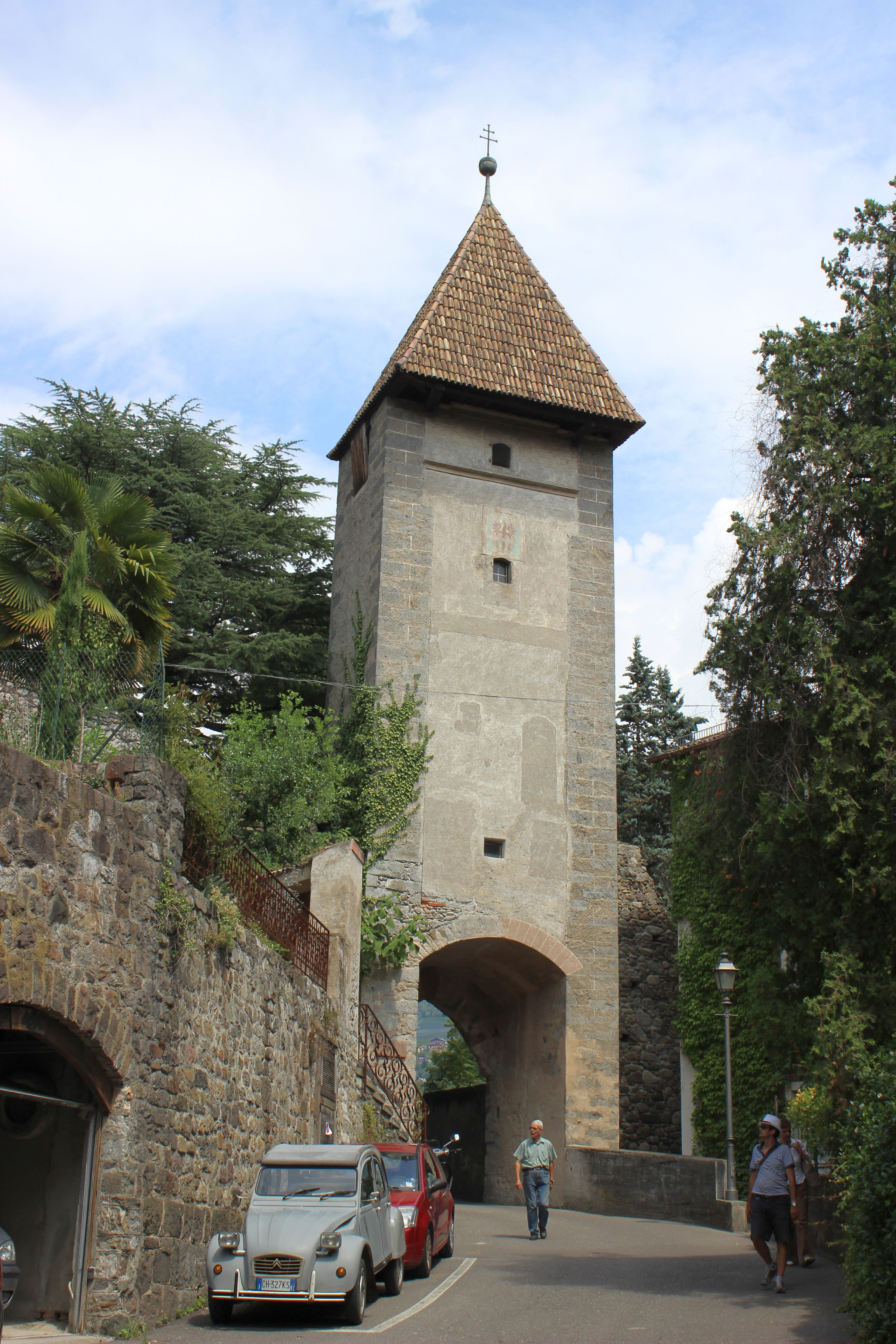
Porta Passiria

Verso la fine del XIII secolo la città fu dotata di mura citate anche nel primo ordinamento cittadino del 1317. Esse racchiudevano l'attuale centro storico e, nella parte meridionale, fungevano anche da difesa contro le piene del torrente Passirio che non aveva argini. I passaggi attraverso le mura avvenivano esclusivamente in quattro porte.

#### Ponte Romano
Il cosiddetto Ponte Romano, in verità solamente seicentesco, detto anche Ponte di Pietra (in ted. Steinerner Steg), è il ponte più antico ancora conservato della città di Merano, risalendo al 1617. Fu edificato sul luogo dove in precedenza erano esistiti altri ponti, per lo più realizzati in legno. È chiuso al traffico e collega il quartiere Steinach a Maia Alta superando il torrente Passirio.

#### Teatro Civico

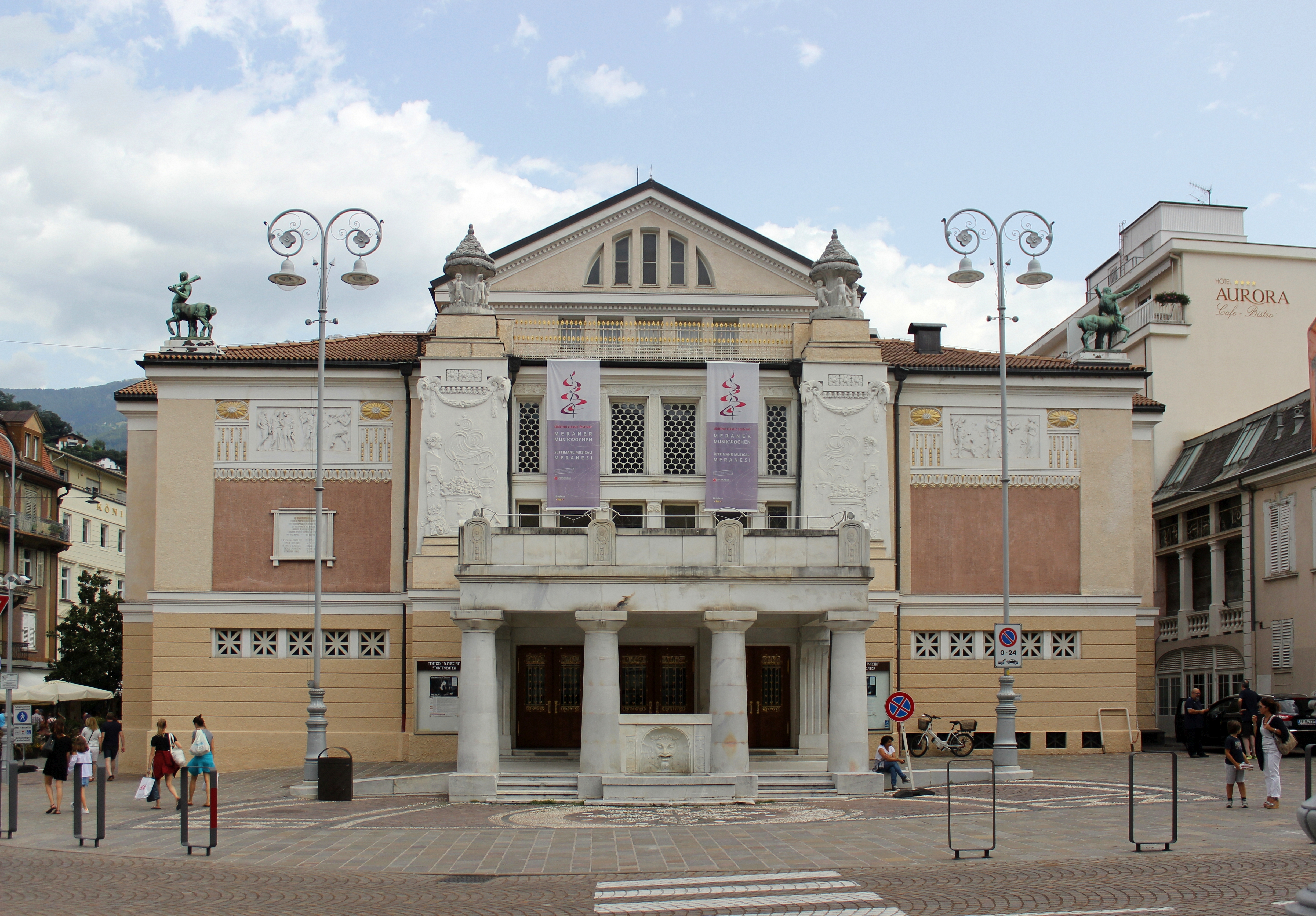
Facciata del Teatro civico

Inaugurato nel 1900 è un teatro civico realizzato su progetto dell'architetto Martin Dülfer (1859-1942) di Monaco di Baviera e si contraddistingue per le forme eclettiche da fine secolo, ispirate allo Jugendstil internazionale. Nel periodo del fascismo fu intitolato a Giacomo Puccini.

#### Stazione di Merano
Eretta in stile architettonico Jugendstil viennese su modello di Konstantin Ritter von Chabert con piazza antistante disegnata dall'urbanista Theodor Fischer.

### Architetture militari
A Merano esistono le caserme:
- "Ugo Polonio" in via Cadorna, oggetto di una ristrutturazione totale a cura della Provincia autonoma di Bolzano nel quadro di un protocollo di intesa con il Ministero della Difesa;[27]
- "Francesco Rossi", dove dal 2014 sono stati costruiti alloggi per il personale militare;[28][29]
- "Cesare Battisti", via Palade;[29]
- "Villa Acqui" in via O. Huber, oggi sede della Agenzia delle Entrate;
- inizialmente chiamata "Venosta", poi dedicata al capitano degli Alpini "Leone Bosin", caduto in Albania nel 1941 e medaglia d'argento al valore militare, la struttura venne realizzata negli anni 1938-1939 e ha chiuso nel 1991 lasciando nei pressi del raccordo stradale con la MeBo il terreno libero riconvertito oggi a zona produttiva. L'amministrazione comunale di Merano nel giugno 2016 ha posizionato una targa commemorative presso l'incrocio fra via Zuegg e via Brogliati alla memoria di Bosin;
- il 1º aprile 1946 a Merano si ricostituisce il 6º Reggimento Alpini.[30][31]

Merano è stata sede della Brigata alpina "Orobica" fino al 1991; ora invece è di stanza il Reggimento logistico "Julia", unità logistica operativa dell'Esercito Italiano il cui Comando è dislocato alla caserma "Battisti".

### Passeggiate

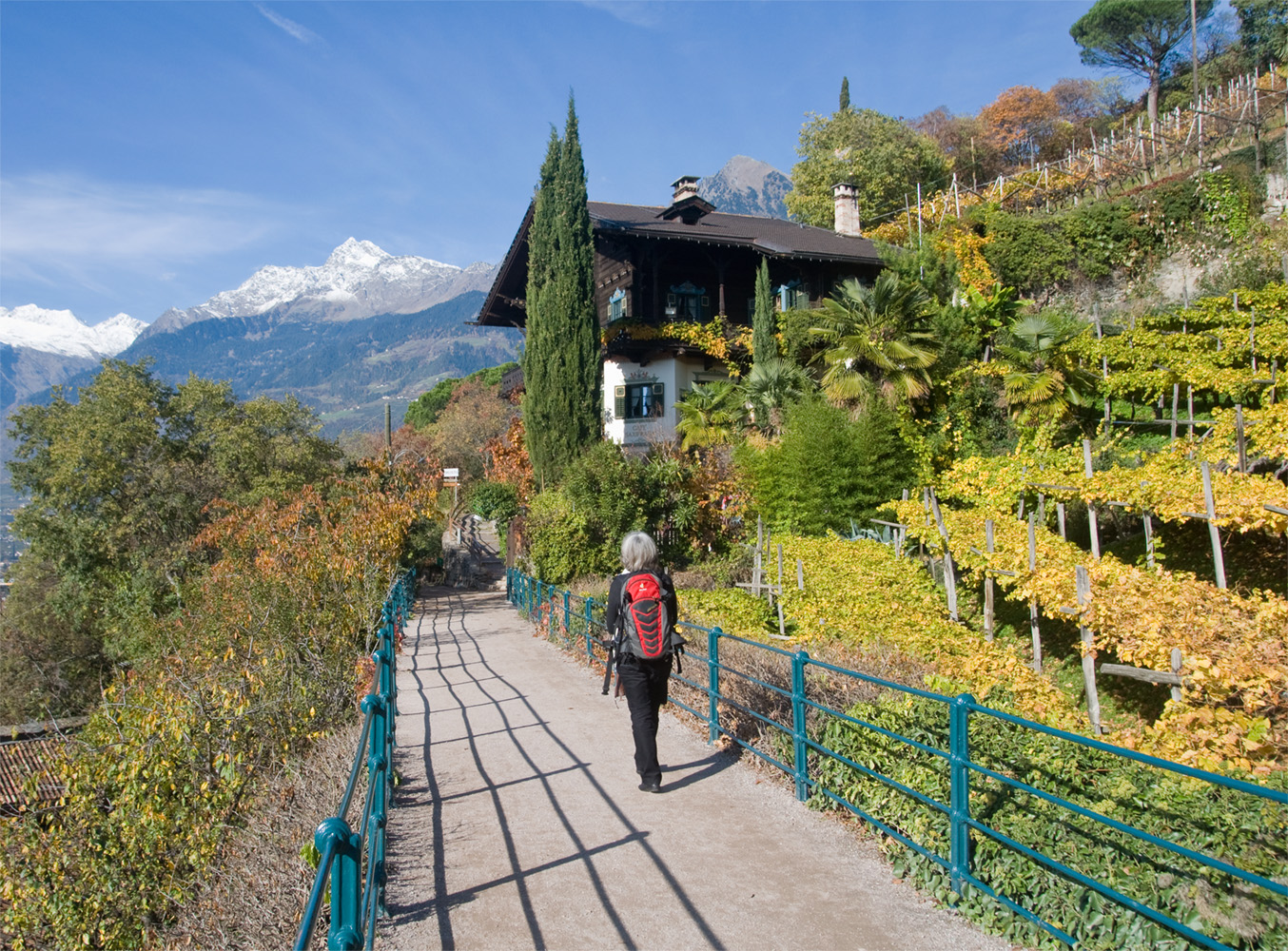
Passeggiata Tappeiner

Merano è una città che possiede passeggiate molto sviluppate, in posizione panoramica. La più famosa è la passeggiata Tappeiner, che a mezza costa del Monte Benedetto collega Quarazze a castel San Zeno. Da questa passeggiata è facilmente raggiungibile la Torre delle Polveri e anche la passeggiata Gilf, che si snoda sui due lati del Passirio poco prima del suo ingresso in città.

## Società

### Ripartizione linguistica
La popolazione meranese è in leggera maggioranza appartenente al gruppo linguistico italiano e quasi la metà a quello tedesco:
| Dichiarazione appartenenza  | 1971   | 1981   | 1991   | 2001   | 2011   | 2024   |
| --------------------------- | ------ | ------ | ------ | ------ | ------ | ------ |
| Gruppo linguistico italiano | 54,72% | 49,84% | 49,01% | 48,01% | 49,06% | 51,37% |
| Gruppo linguistico tedesco  | 45,00% | 49,68% | 50,46% | 51,50% | 50,47% | 48,26% |
| Gruppo linguistico ladino   | 0,28%  | 0,48%  | 0,53%  | 0,49%  | 0,47%  | 0,37%  |

Prima dell'approvazione del Pacchetto per l'Alto Adige Merano era una città a maggioranza italofona (58,6% al censimento del 1961) e lo rimase fino al 1981. Dal 2024 la maggioranza dei residenti è nuovamente di madrelingua italiana. Anche se non vi sono dati ufficiali in merito, è notevole la presenza di famiglie pluri- e mistilingui localmente chiamati krautwalsch.

### Religione
A Merano vive una piccola comunità ebraica con una propria sinagoga, inaugurata nel 1901 ed un piccolo museo. Vi sono anche una chiesa dedicata al culto russo-ortodosso, completata nel 1897 all'interno della Casa Borodine su progetto dell'architetto Tobias Brenner e dedicata a San Nicola taumaturgo e, dalla seconda metà dell'Ottocento, una comunità e una chiesa evangelica luterana, eretta nel 1885 su progetto dell'architetto Johann Vollmer di Berlino e preceduta da una casa di preghiera (Bethaus) del 1862, fondata da Thilo von Tschirsky nel quartiere di Steinach. Un tempo c'erano una chiesetta anglicana e una piccola comunità anglo-americana.
La bellissima chiesa evangelica è tra i monumenti più apprezzati e visitati della città. La religione evangelica ha un rapporto speciale con questo territorio, se si pensa che alcune radio locali sono in seguito diventate celebri e seguite sia in zona che in Europa, in particolare la già citata ERF Radio che dispone ormai di un numero considerevole di sale di registrazione e diffusione di programmi religiosi e culturali prodotti e diffusi in diverse lingue ovunque nel continente europeo.

### Evoluzione demografica
Abitanti censiti

### Etnie e minoranze straniere
Al 31 dicembre 2023 la popolazione straniera era di 7.356 persone, pari al 17,53% della popolazione.

## Cultura

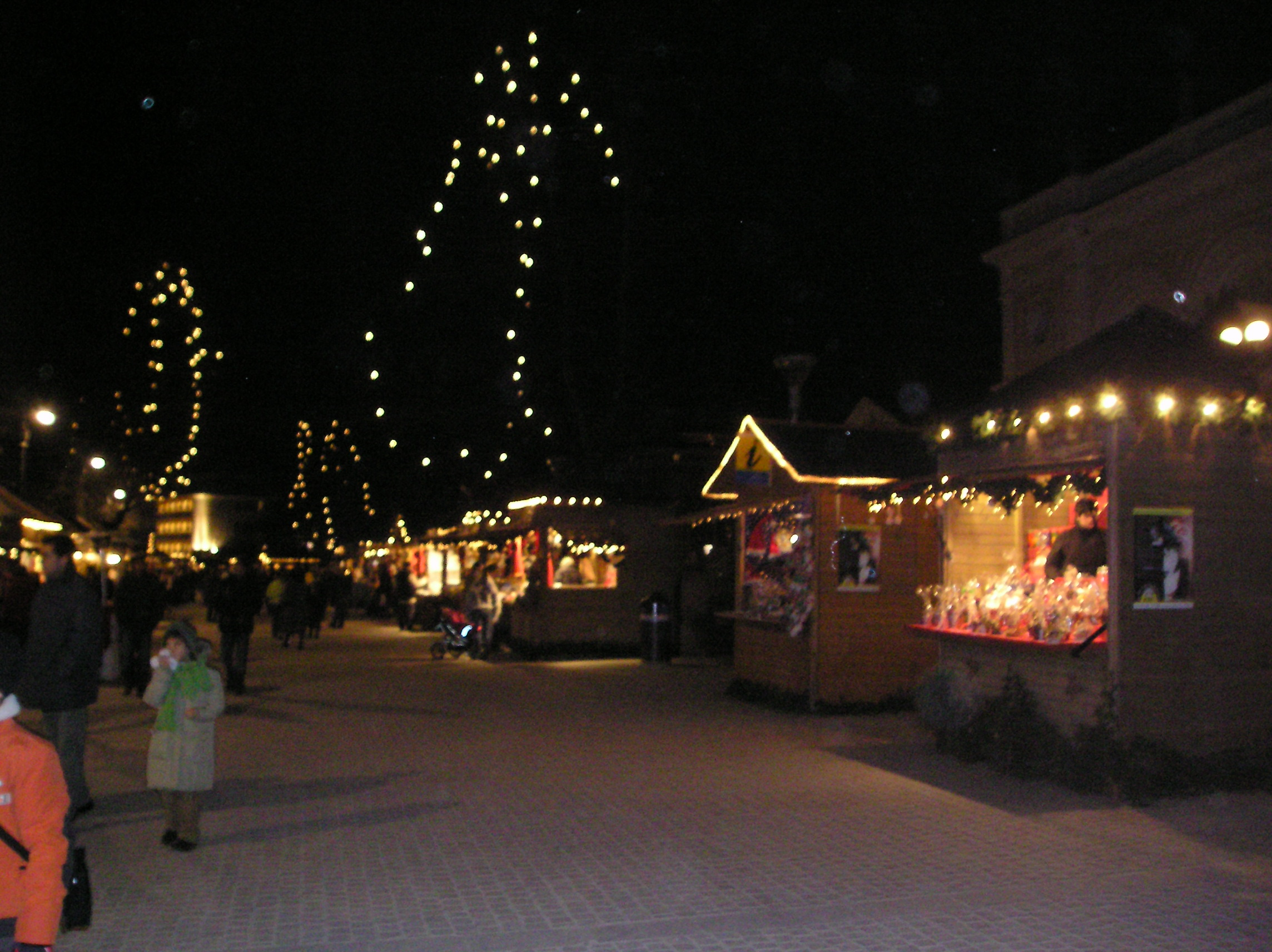
I Mercatini di Natale a Merano, sul Lungo Passirio

Dal 1986 a Merano si svolgono le Settimane Musicali Meranesi (Meraner Musikwochen), ideate nel 150º anniversario della fondazione della città come luogo di cure termali. Il Festival si svolge all´interno del padiglione del Kurhaus dove orchestre di fama internazionale si alternano nel corso della estate musicale.
MeranoJazz è un importante festival jazz organizzato dal comune di Merano che si svolge annualmente nel mese di luglio, a partire dal 1997. La programmazione si concentra su noti musicisti e formazioni della scena nazionale e mondiale. Dal 2002 comprende la Mitteleuropean Jazz Academy, un workshop per musicisti jazz che, all'interno di un contesto internazionale, mira ad unire concettualmente l'area culturale italiana e tedesca, coinvolgendo insegnanti delle due aree linguistiche. Inoltre, ogni anno è presente presso la Jazz Academy un artist in residence di fama mondiale.
La città di Merano è dal 1993 sede del Meraner Lyrikpreis (premio di poesia lirica di Merano), uno dei più prestigiosi premi letterari in lingua tedesca. Fra i vincitori della competizione biennale, scelti da una giuria internazionale, si annoverano Kurt Drawert, Kathrin Schmidt, Jürgen Nendza, Oswald Egger, Michael Donhauser, Ulrike Almut Sandig e Uwe Kolbe.
Dal 1995 la città è sede del Premio letterario internazionale Merano-Europa (narrativa e traduzione), promosso nelle lingue italiana e tedesca dall'Associazione culturale Passirio Club Merano in collaborazione con Edizioni alphabeta Verlag e Südtiroler Künstlerbund.
Nel 2017 l'Amministrazione comunale meranese candida la città per il titolo di "Capitale italiana della cultura 2020" con il motto "Una piccola Europa d'Italia". Il 15 gennaio 2018 viene reso noto dal Ministero dei beni e delle attività culturali e del turismo che Merano è fra le dieci città finaliste assieme ad Agrigento, Bitonto, Casale Monferrato, Macerata, Nuoro, Parma, Piacenza, Reggio Emilia e Treviso.
Negli anni 2020 e 2024 l'amministrazione comunale ha dedicato convegni internazionali al ricordo della permanenza di Franz Kafka a Merano nel 1920 e nel centenario della sua morte, intitolando nel 2024 anche una piazzetta alla memoria sua e di Milena Jesenská.

### Eventi
- Merano è stata sede della finale del concorso di bellezza Miss Italia del 1952 quando vinse Eloisa Cianni (1932).
- Dal 2014 al 2017 ha ospitato la finale del concorso nazionale di body art, Rabarama Skin Art Festival[49].

### Musei

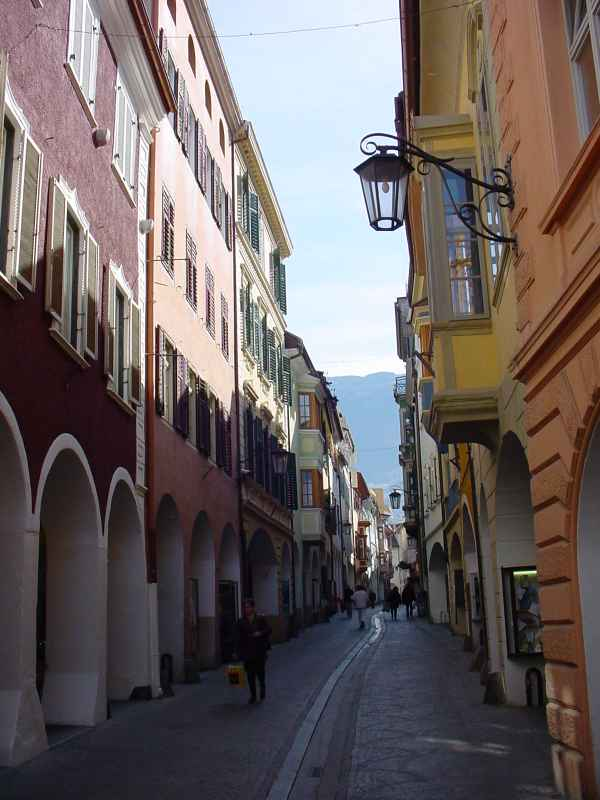
Via dei Portici

- Il museo del turismo Touriseum è stato inaugurato nel 2003 e mostra l'evoluzione storica del turismo in Alto Adige.
- Il museo delle Donne fornisce una visione d'insieme sulle diverse epoche della storia della donna.
- Kunst Meran/Merano Arte è un museo di arte contemporanea gestito da un'associazione senza scopo di lucro. Si trova sotto i portici.
- Il museo civico fondato nel 1899 è il più antico museo dell'Alto Adige. È stato riaperto nel 2015 nella nuova sede di Palais Mamming Museum.

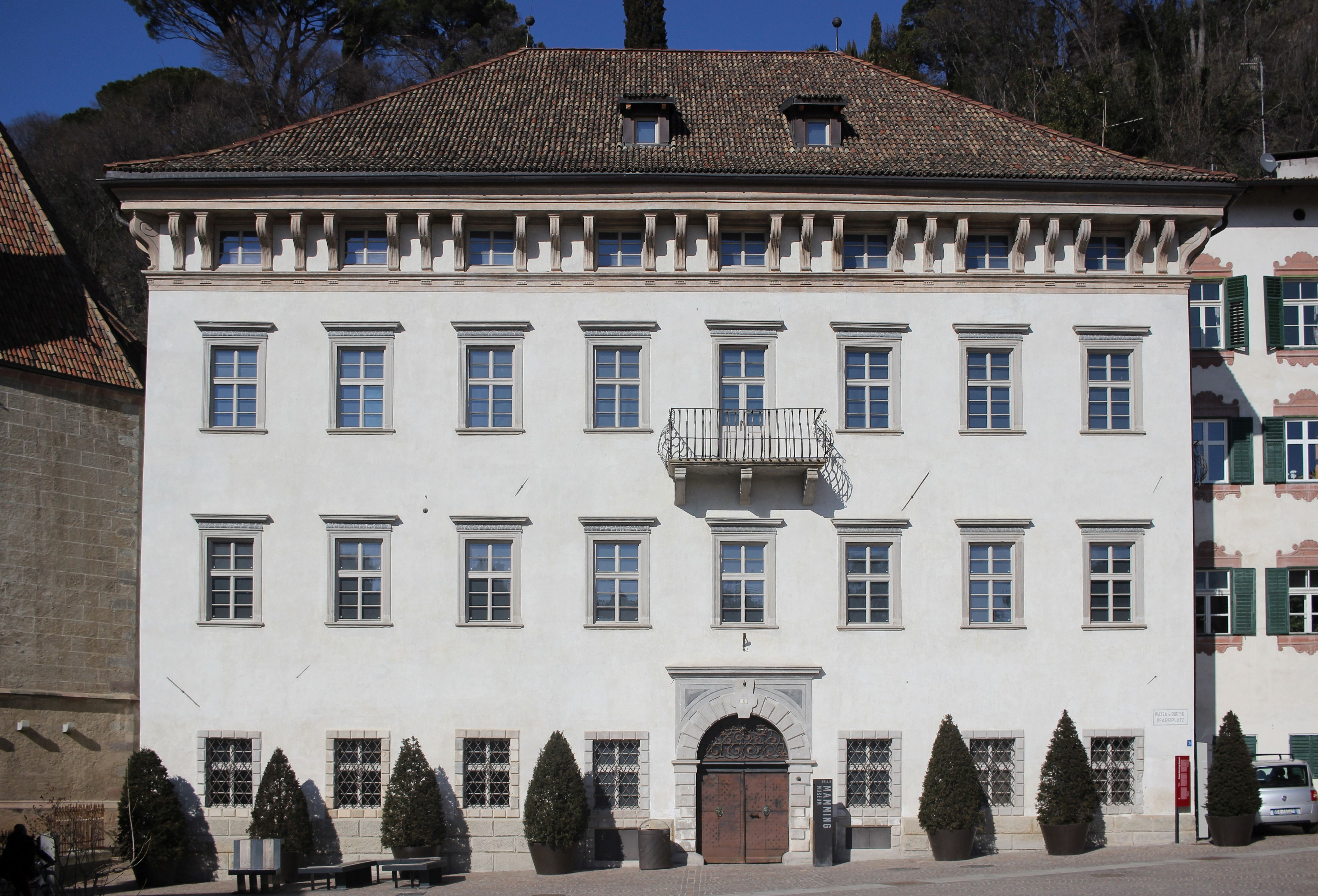
Facciata del Palais Mamming

- Il Museo Villa Freischütz, aperto nel 2019 nel quartiere di Maia Alta in una storica casa altoborghese, detiene le ingenti raccolte della famiglia Fromm-Hilliger-Navarini-Ugarte e ospita regolarmente mostre tematiche legate al patrimonio museale.

### Media
Nel comune c'è la sede italiana della radio ERF Südtirol.

## Geografia antropica

### Quartieri

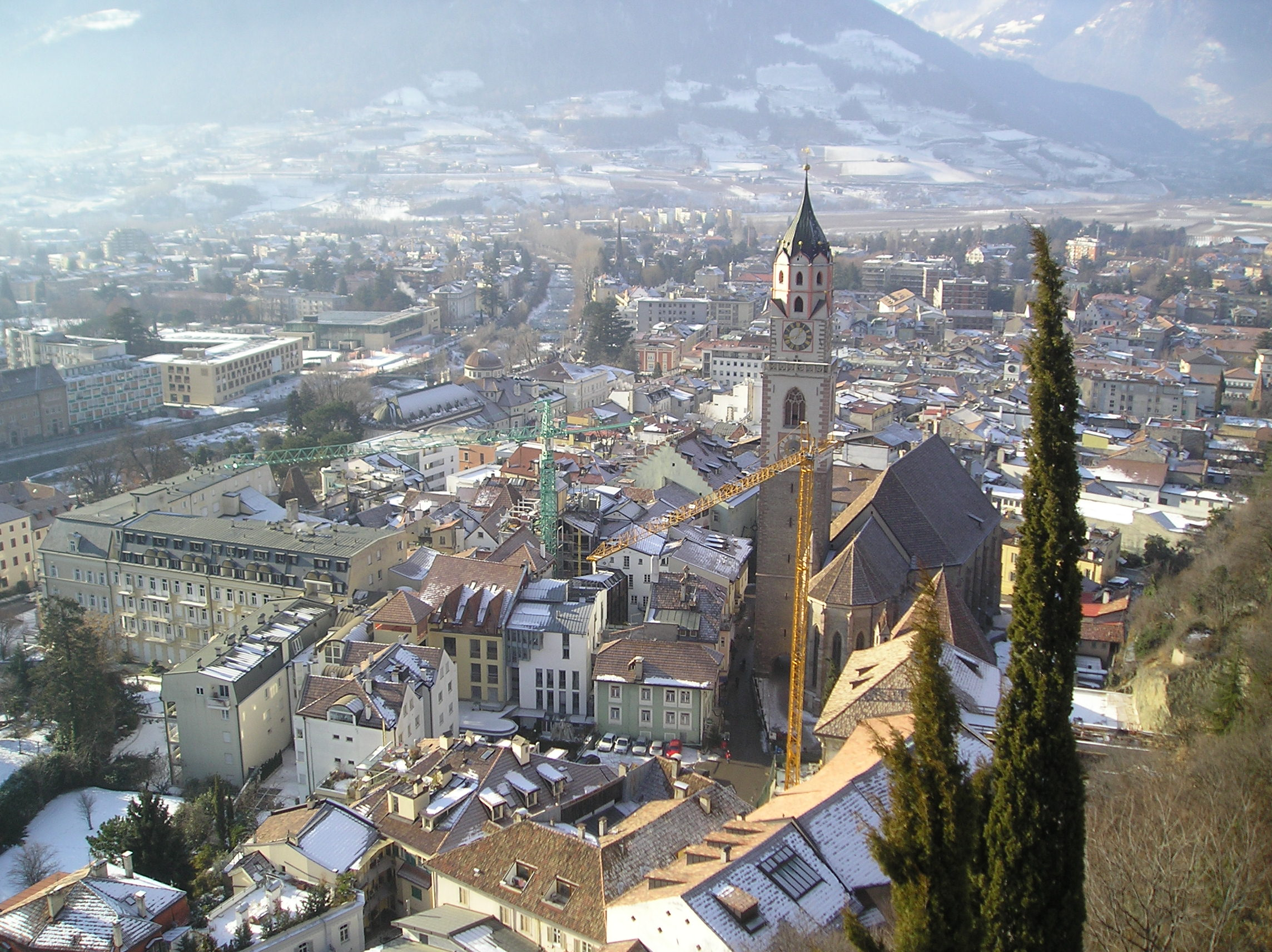
Vista del nucleo cittadino in inverno

Merano è divisa in diversi quartieri. Il vecchio nucleo di Merano con il centro storico e il quartiere Steinach si trovano sulla riva destra orografica del Passirio; le frazioni di Maia Alta e Maia Bassa, si trovano di fronte sulla riva sinistra del fiume. Quarazze e Labers sono distretti rurali: il primo occupa l'estremo nord-ovest dell'area urbana ai piedi delle pendici del gruppo Tessa, mentre Labers si estende sulle pendici del Montezoccolo a est. Sinigo, con la sua zona industriale e commerciale, è separata dal resto della città a sud.

## Economia
Con 16.913 occupati in 3.946 posti di lavoro Merano viene a essere la seconda città della provincia, dopo Bolzano, come offerta lavorativa. Tre aziende della città hanno più di 250 lavoratori ciascuna.

### Artigianato
Per quanto riguarda l'artigianato, importante e rinomata è la produzione di mobili d'arte, di arredamenti tipici campagnoli, di strumenti musicali, di legatoria in pelle e di abbigliamento.

### Turismo
Considerato luogo di cura sin dal XIX secolo, Merano era inizialmente orientata verso un turismo per la terza età, grazie al clima mite e alla quiete che la caratterizzano. Nel XX secolo e particolarmente negli ultimi due decenni questa tendenza è cambiata soprattutto grazie a un'offerta più variegata e all'arrivo del turismo nazionale e internazionale che ha raggiunto e superato quello dei paesi germanofoni facendo notevolmente scendere l'età media dei suoi visitatori.

## Infrastrutture e trasporti

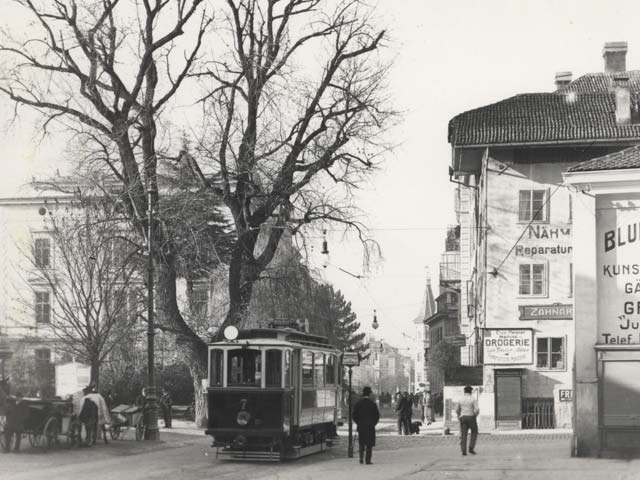
Un tram urbano a Merano (prima del 1918)

La principale infrastruttura storicamente utilizzata per i collegamenti con Merano, oltre allo stesso fiume Adige utilizzato fin dall'antichità, è la strada statale dello Stelvio da cui proprio in tale città si dirama la statale del Passo di Giovo.
La stazione di Merano è gestita da Rete Ferroviaria Italiana ed è servita dai collegamenti regionali per Malles Venosta e Bolzano svolti da SAD e Trenitalia nell'ambito del contratto di servizio stipulato con la Provincia autonoma di Bolzano.
Il trasporto pubblico urbano è gestito dalla SASA, che gestisce il trasporto pubblico urbano anche a Bolzano. I nodi d'interscambio delle autolinee sono Piazza Stazione, Via IV Novembre (di fronte a Piazzale Prader) e Via Andreas Hofer, di fronte alla stazione ferroviaria di Merano.
Fra il 1908 e il 1956 era inoltre attiva una rete tranviaria costituita da una linea urbana fra la stazione e piazza Fontana e una extraurbana fra piazza del Teatro e Foresta, nelle adiacenze della birreria Forst. Gestita da altro concessionario, fra il 1906 e il 1950 nella stessa piazza del Teatro aveva inoltre capolinea la tranvia Lana-Merano.
Negli anni 2000 è stato dato il via alla costruzione di piste ciclabili dell'Alto Adige; a Merano ad esempio transita la ciclabile della Val Venosta, che dal passo di Resia conduce a Bolzano oltre alla ciclabile della Val Passiria che conduce a San Leonardo in Passiria.
Dal 25 novembre del 2019 a Merano è iniziata la prima sperimentazione su scala nazionale di un autobus elettrico a conduzione autonoma. La sperimentazione è nata dal progetto Mentor, finanziato dal programma di cooperazione europea Interreg V/A Italia-Svizzera, con capofila i comuni di Merano e Briga-Glis, in Svizzera.

## Amministrazione

### Sindaci dal 1797 al 1948
| Periodo | Periodo | Primo cittadino            | Partito | Carica              | Note |
| ------- | ------- | -------------------------- | ------- | ------------------- | ---- |
| 1797    | 1806    | Johann August Genal        |         | Sindaco             |      |
| 1806    | 1807    | Josef Knoll                |         | Sindaco             |      |
| 1807    | 1824    | Josef Paul Buchmair        |         | Sindaco             |      |
| 1824    | 1861    | Josef Valentin Haller      |         | Sindaco             |      |
| 1861    | 1870    | Gottlieb Putz              |         | Sindaco             |      |
| 1870    | 1873    | Franz Putz                 |         | Sindaco             |      |
| 1873    | 1875    | Simon Thalguter            |         | Sindaco             |      |
| 1875    | 1879    | Adalbert von Hellrigl      |         | Sindaco             |      |
| 1881    | 1884    | Simon Thalguter            |         | Sindaco             |      |
| 1884    | 1890    | Josef von Pircher          |         | Sindaco             |      |
| 1890    | 1912    | Roman Weinberger           |         | Sindaco             |      |
| 1912    | 1919    | Josef Gemaßmer             |         | Sindaco             |      |
| 1919    | 1922    | Karl Bär                   |         | Vicesindaco         |      |
| 1922    | 1935    | Maximilian Markart         |         | Sindaco e podestà   |      |
| 1935    | 1935    | Umberto Bettarini          |         | podestà             |      |
| 1935    | 1936    | Carlo Alberto Balbi Valier |         | podestà             |      |
| 1936    | 1938    | Alfredo Rava               |         | podestà             |      |
| 1938    | 1939    | Florindo Giammicheli       |         | Comm. pref.         |      |
| 1939    | 1943    | Raffaele Casali            |         | podestà             |      |
| 1943    | 1945    | Karl Erckert               |         | Sindaco commissario |      |
| 1945    | 1947    | Arvino Moretti             | CLN     | Sindaco             |      |
| 1947    | 1948    | Francesco Voltolini        |         | Sindaco             |      |

### Sindaci dal 1948
| Sindaci eletti dal Consiglio comunale (1948-1995) | Sindaci eletti dal Consiglio comunale (1948-1995) | Sindaci eletti dal Consiglio comunale (1948-1995) | Sindaci eletti dal Consiglio comunale (1948-1995) | Sindaci eletti dal Consiglio comunale (1948-1995) | Sindaci eletti dal Consiglio comunale (1948-1995) | Sindaci eletti dal Consiglio comunale (1948-1995) |
| Sindaco                                           | Partito                                           | Partito                                           | Partito                                           | Partito                                           | Periodo                                           | Elezione                                          |
| ------------------------------------------------- | ------------------------------------------------- | ------------------------------------------------- | ------------------------------------------------- | ------------------------------------------------- | ------------------------------------------------- | ------------------------------------------------- |
| Francesco Voltolini                               |                                                   | Democrazia Cristiana                              | Democrazia Cristiana                              | Democrazia Cristiana                              | 1948-1952                                         | 1948                                              |
| Italo Zanandrea                                   |                                                   | Democrazia Cristiana                              | Democrazia Cristiana                              | Democrazia Cristiana                              | 1952-1953                                         | 1952                                              |
| Michele Vinci                                     |                                                   | Partito Liberale Italiano                         | Partito Liberale Italiano                         | Partito Liberale Italiano                         | 1953-1956                                         | (1952)                                            |
| Luigi Bertagnolli                                 |                                                   | Democrazia Cristiana                              | Democrazia Cristiana                              | Democrazia Cristiana                              | 1956-1964                                         | 1956                                              |
| Luigi Bertagnolli                                 | 1960                                              | Democrazia Cristiana                              | Democrazia Cristiana                              | Democrazia Cristiana                              | 1956-1964                                         |                                                   |
| Luigi Ercole Volante                              |                                                   | Democrazia Cristiana                              | Democrazia Cristiana                              | Democrazia Cristiana                              | 1964-1966                                         | 1964                                              |
| Aldo Balzarini                                    |                                                   | Democrazia Cristiana                              | Democrazia Cristiana                              | Democrazia Cristiana                              | 1966-1973                                         | (1964)                                            |
| Aldo Balzarini                                    | 1970                                              | Democrazia Cristiana                              | Democrazia Cristiana                              | Democrazia Cristiana                              | 1966-1973                                         |                                                   |
| Ottokar Polasek                                   |                                                   | Democrazia Cristiana                              | Democrazia Cristiana                              | Democrazia Cristiana                              | 1973-1974                                         | (1970)                                            |
| Franco Dorigoni                                   |                                                   | Democrazia Cristiana                              | Democrazia Cristiana                              | Democrazia Cristiana                              | 1974-1980                                         | (1970)                                            |
| Franco Dorigoni                                   | 1975                                              | Democrazia Cristiana                              | Democrazia Cristiana                              | Democrazia Cristiana                              | 1974-1980                                         |                                                   |
| Franz Alber                                       |                                                   | Südtiroler Volkspartei                            | Südtiroler Volkspartei                            | Südtiroler Volkspartei                            | 1980-1983                                         | 1980                                              |
| Giancarlo Micheli                                 |                                                   | Democrazia Cristiana                              | Democrazia Cristiana                              | Democrazia Cristiana                              | 1983-1985                                         | (1980)                                            |
| Franz Alber                                       |                                                   | Südtiroler Volkspartei                            | Südtiroler Volkspartei                            | Südtiroler Volkspartei                            | 1985-1988                                         | 1985                                              |
| Giuseppe Rossi                                    |                                                   | Democrazia Cristiana                              | Democrazia Cristiana                              | Democrazia Cristiana                              | 1988-1990                                         | (1985)                                            |
| Armin Ganner                                      |                                                   | Südtiroler Volkspartei                            | Südtiroler Volkspartei                            | Südtiroler Volkspartei                            | 1990-1994                                         | 1990                                              |
| Claudia Chistè                                    |                                                   | Lista civica                                      | Lista civica                                      | Lista civica                                      | 1994-1995                                         | (1990)                                            |
| Elezione diretta del Sindaco (dal 1995)           |                                                   |                                                   |                                                   |                                                   |                                                   |                                                   |
| Sindaco                                           | Partito                                           | Partito                                           | Coalizione                                        | Coalizione                                        | Periodo                                           | Elezione                                          |
| Franz Alber                                       |                                                   | Südtiroler Volkspartei                            |                                                   | SVP - PPI - PDS - l. civica                       | 1995-2005                                         | 1995                                              |
| Franz Alber                                       |                                                   | Südtiroler Volkspartei                            | SVP - DL - VGV - DS                               | 2000                                              | 1995-2005                                         |                                                   |
| Günther Januth                                    |                                                   | Südtiroler Volkspartei                            |                                                   | SVP - DL - DS                                     | 2005-2015                                         | 2005                                              |
| Günther Januth                                    |                                                   | Südtiroler Volkspartei                            | SVP - l. civiche                                  | 2010                                              | 2005-2015                                         |                                                   |
| Paul Rösch                                        |                                                   | Verdi - Grüne - Vërc                              |                                                   | SVP - VGV - l. civica - PD                        | 2015-2020                                         | 2015                                              |
| Paul Rösch                                        |                                                   | Verdi - Grüne - Vërc                              | VGV - TK - l. civica                              | 2020                                              | 2015-2020                                         |                                                   |
| Anna Bruzzese (Commiss. prefettizio)              | Anna Bruzzese (Commiss. prefettizio)              | Anna Bruzzese (Commiss. prefettizio)              | Anna Bruzzese (Commiss. prefettizio)              | Anna Bruzzese (Commiss. prefettizio)              | 2020-2021                                         | —                                                 |
| Dario Dal Medico                                  |                                                   | Lista civica                                      |                                                   | SVP - l. civiche                                  | 2021-2025                                         | 2021                                              |
| Katharina Zeller                                  |                                                   | Südtiroler Volkspartei                            |                                                   | SVP - l. civica                                   | dal 2025                                          | 2025                                              |

### Gemellaggi
- Salisburgo, dal 2000
- Pardubice

## Sport

L'Hockey Club Merano campione d'Italia 1985-86

### Squadre
- La squadra cittadina di pallamano, lo Sport Club Meran Handball, vanta quale maggior successo della propria storia lo scudetto 2004/05.
- Nell'hockey su ghiaccio la città è rappresentata dall'Hockey Club Merano, che annovera nel proprio palmarés due scudetti (1985-86 e 1998-99).
- In ambito calcistico, la società di maggior tradizione era il Merano, che vanta alcune partecipazioni alla Serie C nei primi anni del secondo dopoguerra. Verso il terzo millennio si è invece affermato l'Obermais, club espressione del quartiere di Maia Alta, che si è consolidato ai vertici delle divisioni dilettantistiche a carattere locale ed è arrivato a raggiungere la Serie D. Altri club cittadini, parimenti dilettantistici, sono l'Olimpia Merano e il Sinigo.
- Nel calcio a 5 la società cittadina più rappresentativa è il Gruppo Amici Bubi Merano Calcio a 5. Fondata nel 1982, quattro anni più tardi raggiunse la semifinale scudetto.
- Nel basket, la città è rappresentata dal Charly Merano, vincitore del titolo regionale di Serie D 2007-08.

### Ciclismo
Merano è stata sede di arrivo finale del Giro d'Italia nell'edizione del 1986, con il traguardo del 2 giugno posto in corso della Libertà, dove si concluse l'ultima tappa (circuito cittadino in linea) con la vittoria del belga Eric Van Lancker e successo finale di Roberto Visentini.
In totale, la città è stata sede di tappa della "Corsa Rosa" in quattordici occasioni (otto partenze e sei arrivi).

### Eventi e infrastrutture

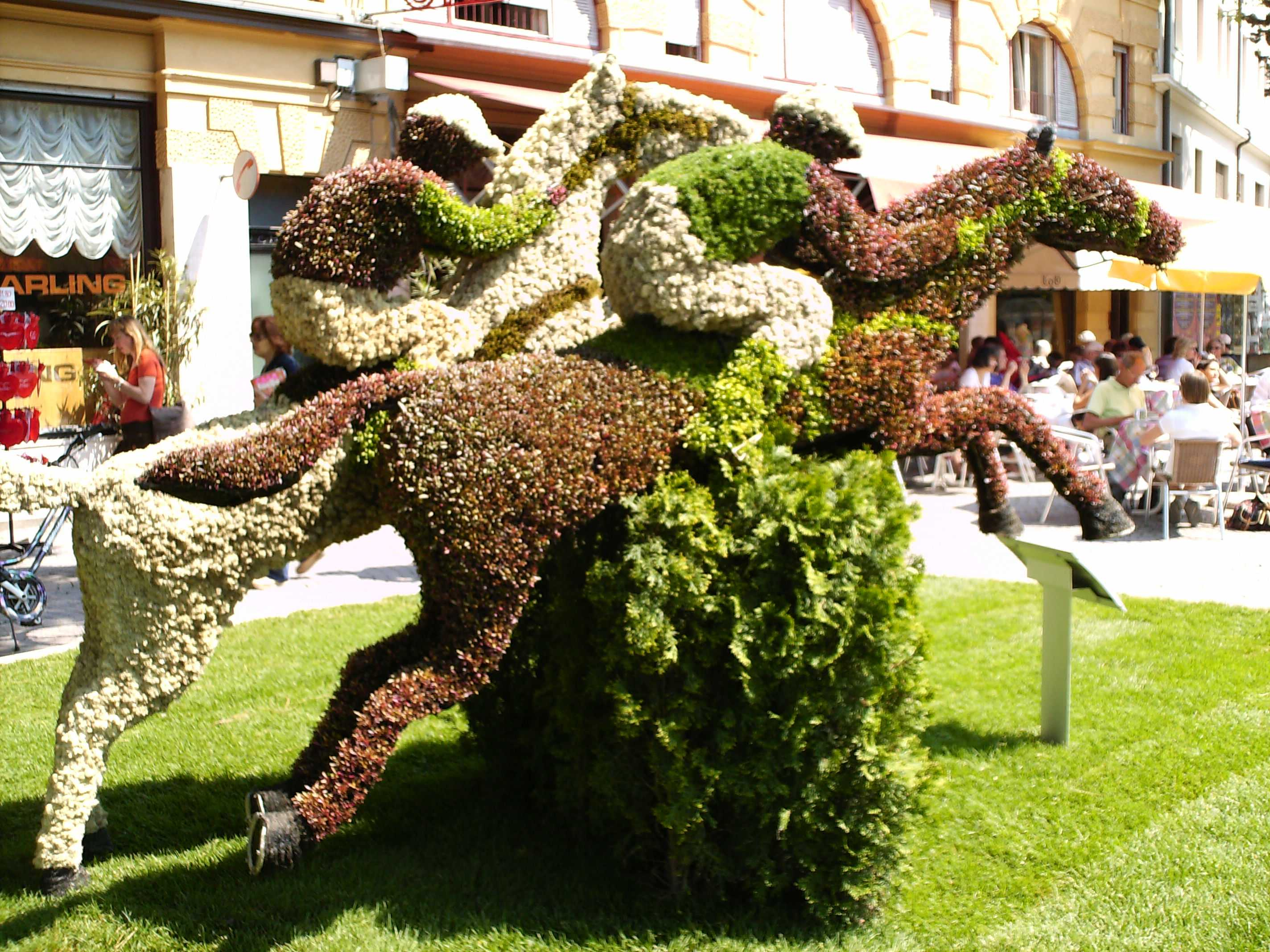
Invito all'Ippodromo

Merano è storicamente una delle piazze ippiche più note e prestigiose d'Italia; le competizioni hanno luogo presso l'Ippodromo di Maia. Per le competizioni su ghiaccio, il palazzetto cittadino è la MeranArena, ubicata in via Palade. La pallamano ha invece la sua "casa" alla palestra civica di via Karl-Wolf.
Nel 1981 Merano è stata la sede del Campionato del mondo di scacchi con la sfida tra Anatolij Evgen'evič Karpov e Viktor L'vovič Korčnoj che vide prevalere il primo con il punteggio di 6 a 2 con 10 patte. Una variante della Difesa Slava prende il nome dalla città.